# Lucapa
Lucapa este un oraș în Angola. Este reședința provinciei Lunda Norte.